# Panayot Hitov
Panayot Ivanov Hitov (bulgare : Панайот Иванов Хитов; 11 novembre 1830-22 mars 1918) est un haïdouk bulgare, révolutionnaire nationaliste et voïvode.

## Enfance et jeunesse
Il nait en 1830 à Sliven (İslimiye à l’époque, pourtant l’orthographe turque n’avait pas encore été inventé, la langue officielle était l’ottoman en graphie perso-arabe). À l'âge de 25 ans à la suite d'une dispute avec un représentant de la loi turc, il décide de se réfugier dans la montagne où il devient haïdouk puis entre dans la bande de Georgi Trankin en 1858, à l’âge de 28 ans.
Lors de la mort de Trankin deux ans plus tard, Hitov prend le contrôle de la bande en devenant le voïvode. Cette bande est l’une des plus actives de l’époque dans le sud-est de la Roumélie orientale. Certains de ses subordonnés sont Hadji Dimitar, Stoyan Papazov et Dyado Zhelyu.

## Premiers pas révolutionnaires
Aux alentours de 1864-1865 l’action d’Hitov et sa bande se politise en se rapprochant du mouvement de libération national et du mouvement de libération nationale. Il est à l’époque en correspondance avec Georgi Sava Rakovski. 
En 1864, alors en Serbie, il réunit plusieurs bandes bulgares aux alentours de Kragujevac et Belgrade avec qui il se rend dans la région de Berkovitsa et Pirot. À en croire le plan de son ami Rakovski Panayot doit devenir le chef des voïvodes bulgares.
Après la mort de Rakovski en avril 1867, Hitov rentre en Bulgarie[Quoi ?] depuis la Roumanie à Tutrakan avec une bande de trente hommes. Leur porte-étendard n’est autre que Vasil Levski,. Avec sa bande Hitov prend la direction des Balkans et passe du temps dans la région de Kotel et de Sliven.  Sa bande n’a pas pour but d’organiser un soulèvement national mais d’encourager une résistance structurée contre l’Empire Ottoman au sein des peuples bulgares.
En 1867, conjointement avec la bande de Filip Totyu, Hitov prend la direction de la Serbie où ils participent activement à la Seconde Légion Bulgare.
Cette même année il rédige un guide en 53 points, expliquant la technique à adopter pour gérer une "bande de forêt", une sorte de "guide du bon voïvode".

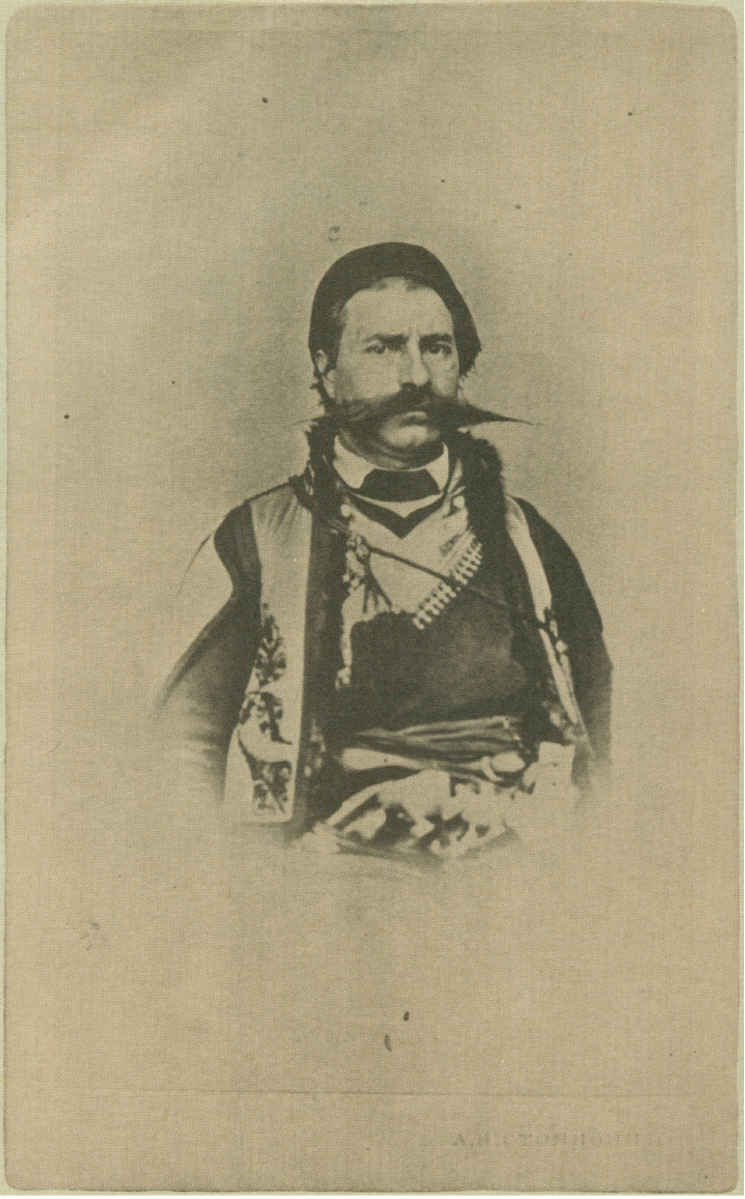
Panayot Hitov

## Insurrection et libération de la Bulgarie
Réfugié en Serbie il touche une pension et commence à défendre l’idée que la libération de la Bulgarie doit être coordonnée avec les mouvements anti-ottomans serbes.
Entre 1869 et 1871 il expose ses idées à Vasil Levski avec qui il entretient une correspondance. Il décide, contre l’avis de ce dernier de signer un accord avec le voïvode monténégrin Matanović, pour organiser plusieurs soulèvements populaires en Bulgarie, Bosnie, Herzégovine et Albanie. En avril 1872 Hitov devient membre de la branche de Bucarest du  Comité central révolutionnaire bulgare (CCRB). 
Après la mort de Levski en 1873 Hitov occupe un rôle important au sein de la branche de Bucarest même s'il continue de vivre à Belgrade.
En aout 1875 il préside l’assemblée de la CCRB qui approuve la « proclamation » découlant de la révolte de Stara-Zagora. Selon le plan Hitov doit mener une bande de soldats mais est bloqué par l'objection du gouvernement serbe. Néanmoins il dirige ses hommes lors de la guerre serbo-turque de 1876 et la guerre russo–turque de 1877 et 1878. Après la libération de 1878 il vit à Roussé et participe à la vie politique locale.

## Fin de vie et mort
En 1885, âgé de 55 ans il prend part à l’unification de la Bulgarie dans sa ville natale de Sliven.

Plus tard, en raison de son opposition au régime de Stefan Stambolov il est envoyé en prison de 1887 à 1894.

Panayot Hitov meurt le 22 février 1918 à Roussé à l'âge de 88 ans. Il y est enterré.

## Postérité
Hitov Spur (en) sur la cote OSCAR II dans la Terre de Graham (Côte Est Antarctique)  a été nommé ainsi en souvenir de Panayot Hitov